# Raymond Benson
Raymond Benson (Midland, 6 settembre 1955) è uno scrittore statunitense.

## Opere

### James Bond
Per vivacizzare la saga, la Glidrose, diventata nel frattempo Ian Fleming Publications, si affida a Benson, molto appassionato di 007, che negli anni ottanta aveva pubblicato un saggio sul personaggio. Alla fine l'autore dà alle stampe nove romanzi e tre racconti.
| Anno | Titolo italiano                    | Titolo originale            | Note                                               |
| ---- | ---------------------------------- | --------------------------- | -------------------------------------------------- |
| 1996 | La morte viene dal passato         | Blast From The Past         | racconto (Playboy Magazine, gennaio 1997)          |
| 1997 | Conto alla rovescia                | Zero Minus Ten              |                                                    |
| 1997 | Il domani non muore mai            | Tomorrow Never Dies         | Trasposizione della sceneggiatura del film omonimo |
| 1998 | Obiettivo Decada                   | The Facts Of Death          |                                                    |
| 1999 | Tempo di uccidere                  | High Time To Kill           |                                                    |
| 1999 | Morte in Una Notte di Mezza Estate | Midsummer Night's Doom      | racconto (Playboy Magazine, gennaio 1999)          |
| 1999 | Omicidio in diretta                | Live at Five                | racconto (TV Guide Magazine, 13 novembre, 1999)    |
| 1999 | Il mondo non basta                 | The World Is Not Enough     | Trasposizione della sceneggiatura del film omonimo |
| 2000 | Doppio gioco                       | Doubleshot                  |                                                    |
| 2001 | I sogni non uccidono               | Never Dream Of Dying        |                                                    |
| 2002 | L'uomo dal tatuaggio rosso         | The Man With The Red Tattoo |                                                    |
| 2002 | La morte può attendere             | Die Another Day             | Trasposizione della sceneggiatura del film omonimo |

### Altri
- 2001 Evil Hours (romanzo di suspense, ripubblicato nel 2004)
- 2003 Face Blind (romanzo di suspense)
- 2006 Sweetie's Diamonds (romanzo di suspense)
- 2008 A Hard Day's Death (romanzo thriller)
- 2008 The Union Trilogy (antologia; contiene tre racconti e una storia breve)
- 2009 Dark Side of the Morgue (romanzo thriller, sequel di A Hard Day's Death)
- 2010 Choice of Weapons (antologia; contiene tre racconti e due storie brevi)
- 2010 Hunt Through Napoleon's Web (romanzo, scritto "con" l'autore immaginario Gabriel Hunt)
- 2011 Ossessione (Torment) (romanzo)
- 2011 Artifact of Evil (romanzo)
- 2011 The Rock 'n' Roll Detective's Greatest Hits (antologia; contiene tre racconti e una storia breve)
- 2011 The Black Stiletto (romanzo)
- 2012 The Black Stiletto: Black & White (romanzo sequel del precedente)

### Romanzi tratti da videogiochi
- 2004 Tom Clancy Splinter Cell: I signori del fuoco (romanzo originale basato sulla serie di videogame della Ubisoft, scritto come "David Michaels")
- 2005 Tom Clancy Splinter Cell: Barracuda (romanzo originale basato sulla serie di videogame della Ubisoft, scritto come "David Michaels")
- 2008 Metal Gear Solid (trasposizione, basata sul videogame Konami)
- 2009 Metal Gear Solid 2: Sons of Liberty (trasposizione, basata sul videogame Konami)
- 2011 Homefront--the Voice of Freedom (romanzo, scritto con John Milius, basato sul videogame THQ)
- 2012 Hitman: Damnation (trasposizione, basata sulla serie di videogame IO Interactive)

### Saggi
- 1984 The James Bond Bedside Companion (saggio sul personaggio di James Bond ripubblicato nel 1988)
- 2002 The Pocket Essential Guide to Jethro Tull

### Racconti
- 2006 "Thumbs Down" (pubblicato da Amazon)
- 2006 "The Plagiarist" (pubblicato da Amazon)
- 2006 "Another Rock 'n' Roll Hit" (pubblicato nell'antologia These Guns for Hire)
- 2009 "On the Threshold of a Death" (Crimespree Magazine, maggio 2009)
- 2009 "After the Gig" (Popcorn Fiction)
- 2011 "The Devil is a Gentleman" (pubblicato nell'antologia fantasy Boondocks Fantasy)
- 2011 "The Black Stiletto's Autograph" (racconto su The Black Stiletto, pubblicato da Smashwords)

## Musical curati
- 1972 On Borrowed Time (libretto di Paul Osborne)
- 1974 Out of Gas (libretto e testo di Michael Robert David)
- 1975 Hugo Martyr (libretto e testo di Jeffrey Kindley)
- 1975 The Resurrection of Jackie Cramer (libretto e testo di Frank Gagliano, 1976, 1979, 1980)
- 1976 Primer for City Dwellers (libretto e testo di Bertolt Brecht)
- 1976 Paper Tiger (libretto e testo di Thomas Brasch, 1980)
- 1977 Clue (testo di Stuart Howard)
- 1978 Alice in Wonderland (testo di Lewis Carroll)
- 1979 Miss Julie (inscenato da August Strindberg, 1982)
- 1981 I Can't Imagine Tomorrow (inscenato da Tennessee Williams)
- 1981 Deirdre (libretto e testo di Norman Morrow)
- 1984 The Man Who Could See Through Time (inscenato da Terri Wagener)
- 1984 Charlotte's Web (inscenato da Joe Robinette basato su un racconto, 1985)
- 1987 The Lucky Chance (inscenato da Aphra Behn)
- 1989 Hyde Park (inscenato da James Shirley)

## Giochi prodotti
- 1977 Clue
- 2005 Second Chance (scritto insieme a Doug Redenius)

## Videogiochi
- 1985 The Mist (Designer/Scrittore; Mindscape)
- 1985 007 - Bersaglio mobile (Designer/Scrittore; Mindscape)
- 1986 Goldfinger (Designer/Scrittore; Mindscape)
- 1992 Ultima VII (Direttore storia, scrittore capo; Origin Systems)
- 1993 Ultima VII Part Two: Serpent Isle (Co-scrittore; Origin Systems)
- 1993 Return of the Phantom (Designer/Scrittore; MicroProse Software)
- 1994 Are You Afraid of the Dark? The Tale of Orpheo's Curse (Direttore storia, scrittore capo; Viacom New Media)
- 1995 The Indian in the Cupboard (Designer/Scrittore; Viacom New Media)
- 1995 Dark Seed II (Designer/Scrittore; Cyberdreams, Inc.)

## Giochi di ruolo
- 1986 You Only Live Twice II: Back of Beyond (Designer/Scrittore; Victory Games, Inc.)